# Ance (Pyrénées-Atlantiques)
Ance korábbi község Franciaország Új-Aquitania régiójában, Pyrénées-Atlantiques megyében. 2017. január 1-jén Féas korábbi községgel egyesült és az így létrejött Ance Féas új község része lett.Lakosainak száma 227 fő (2018. január 1.). Ance Agnos, Aramits, Asasp-Arros, Esquiule, Féas és Oloron-Sainte-Marie községekkel határos.

## Népesség
A település népességének változása:
| Lakosok száma | 230  | 230  | 227  | 227  |
|               | 2013 | 2015 | 2017 | 2018 |